# アリゾナ州議会
座標: 北緯33度26分53秒 西経112度5分47秒 / 北緯33.44806度 西経112.09639度
アリゾナ州議会（英語:Arizona State Legislature）は、アメリカ合衆国アリゾナ州の立法府で、アリゾナ州下院とアリゾナ州上院からなる両院制の議会。両院合わせて90人の議員で構成され、州都フェニックスのアリゾナ州会議事堂で開かれる。1912年の州制施行時にアリゾナ州憲法によって設立されたアリゾナ州議会は、1950年まで隔年で開催されたが、現在は毎年開催されている。
州内は30の選挙区に分かれており、各選挙区は上院議員1人と下院議員2人を選出する。議員の任期は連続8年までだが、2年後に再出馬することも、他院の議員に立候補することもできる。
現在、共和党は上下両院で2議席差で多数派を占めているが、2024年11月5日には全90議席が改選を迎える。

## 歴史

### 州制施行前
1850年、アメリカ合衆国議会はニューメキシコ準州を設立した。この準州は、アリゾナ州ギラ川以北の土地と現在のニューメキシコ州、コロラド州とネバダ州の一部によって構成されていた。1853年、ガズデン購入に基づき、アリゾナ州ギラ川以南の約3万平方マイルがアリゾナ州に拡張され、メキシコとの境界が形成された。1863年、エイブラハム・リンカーン大統領はアリゾナ準州を創設する法律に署名した。1864年、第1準州議会が準州の最初の州都プレスコットで召集された。その後、州都はプレスコットからツーソンに移り、再びプレスコットに戻ったが、1889年にフェニックスに遷都された。

### 州制施行初期
1910年6月20日、ウィリアム・タフト大統領は、アリゾナ準州が憲法制定議会を開催することを認める施行法に署名した。1910年10月10日、アリゾナ州選出の代議員がフェニックスのアリゾナ州会議事堂に集まり、アリゾナ州憲法を起草した。禁酒法と女性参政権に関する憲法規定は否決されたが、有権者は州成立後3年以内にこの2つを追加した。1911年2月9日、新憲法は有権者によって批准され、1912年2月14日にアリゾナ州は誕生した。その数ヵ月後、アリゾナの独立志向を示すように、有権者は裁判官の罷免規定を復活させた。
アリゾナ州最初の議会は、19人の上院議員と35人の下院議員で構成され、1912年3月18日に召集された。1950年の憲法改正により年1回開催となるまで、議会は隔年で開催された。

## 立法プロセス
アリゾナ州議会は、アリゾナ州の法律を制定する役割を担っている。立法過程の最初の段階は法案作成である。まず、議員は法案の要請を立法審議会のスタッフに提出しなければならない。さらに、当選した議員が法案の要請を提出したり、民間人が議員から承認を得て議員の名前を使用し、立法審議会のスタッフに指示を与えることもできる。立法審議会のスタッフは法案の草案を提出者または要請者に渡し、指示があれば法案提出の準備をする。
法案は立法の過程で3、4回の読会が行われる。第1回目の読会が終わると、法案は委員会に付託される。委員会は法案を修正したり、法案を保留して進行を妨げることができる。委員会の審議が終わると、法案は2回目の公聴会と、議場での採決直前に行われる3回目の公聴会を受ける。その後、法案は反対側の院に送られ、審議される。修正なしで承認されれば、法案は知事に送られる。しかし、修正案がある場合、第一院は修正案を付して法案を再検討するか、各院で可決された法案の相違点を調整するための両院協議会の設置を求めることができる。両院で承認された法案が知事に送付されると、署名されるか、拒否権が発動される。署名された場合、法案は発効日に発効する。拒否権が発動された場合、両院の3分の2以上の賛成があれば、議会は拒否権を無効とすることができる。
また、法案を知事に提出する代わりに、議会はそれを住民の判断に委ねることができる。法案が住民投票によって承認された場合、知事には拒否権がなく、議会はそれを廃止することはできず、また、改正法案が当該法案の目的を促進し、かつ両院の議員の少なくとも4分の3以上の賛成がなければ、上記法案を改正することはできない。

## 役職
上院議長は、上院議員から選ばれ、アリゾナ州上院の議長を務める。職務には、立法会議の招集、上院議場の管理、すべての常任委員会の任命、秩序と礼節の維持、すべての法律、令状、召喚状、決議への署名などが含まれるが、これらに限定されない。
アリゾナ州上院の役職は下記のとおりである。
- 上院議長: Warren Petersen (R)
- 多数派院内総務: Sonny Borrelli (R)
- 多数派院内幹事: Sine Kerr (R)
- 上院仮議長: Thomas "T.J." Shope (R)
- 少数派院内総務: Denise “Mitzi” Epstein (D)
- 少数派院内副総務: Juan Mendez (D)
- 少数派院内幹事: Eva Burch (D)
- 少数派院内議員総会幹事: Lela Alston (D)

下院議長は、下院議員の中から選出される。議長は議員の招集、秩序と礼節の維持、臨時議長の任命、令状、召喚状、決議書などへの署名を行う。
アリゾナ州下院の役職は下記のとおりである。
- 下院議長: Ben Toma (R)
- 多数派院内総務: Leo Biasiucci (R)
- 多数派院内幹事: Teresa Martinez (R)
- 下院仮議長: Travis Grantham (R)
- 少数派院内総務: Lupe Contreras (D)
- 少数派院内副総務: Oscar De Los Santos (D)
- 少数派院内幹事: Nancy Gutierrez (D)
- 少数派院内幹事: Melody Hernandez (D)

## 議員

### 選挙区
アリゾナ州には30の選挙区があり、それぞれが複数の議員の選挙区である。各選挙区は州上院議員1名と州下院議員2名を選出し、それぞれ任期は2年である。

### 議員要件
アリゾナ州議会の上下両院に立候補するには、25歳以上、1年以上選挙区に居住していること、米国市民であること、3年以上アリゾナ州に居住していることが条件となる。.
さらに、投票資格を得るためには、利害関係説明書、指名用紙、財務公開説明書、指名嘆願書など、いくつかの書類を提出する必要がある。2024年1月2日現在、無所属で立候補する場合、アリゾナ州有権者の2分の1以上の署名が必要であり、無所属の場合、無所属の登録有権者の3％以上の署名が必要である。

### 報酬
アリゾナ州議会議員の基本給与は24,000ドルで、1998年以来昇給はない。議員は、マリコパ郡に位置する州都フェニックスへの出張および滞在に関連する業務経費の追加補償を受ける。マリコパ郡在住の議員には、就任後120日間は1日35ドルの生活費と走行距離手当が支給され、その後は1日10ドルに下がる。一方、マリコパ郡以外に住む議員には、最初の120日間は日当238ドルが支給され、その後は半額の119ドルとなる。

### 任期制限
1992年11月3日、アリゾナ州の有権者はアリゾナ州法議案第107号を圧倒的多数で承認し、連邦上院議員、下院議員、州行政官、州議会議員に任期制限を課した。議員は各院で連続4期（または8年）しか務めることができないが、一度任期を満了した議員は、2年間の休養の後、再び選挙に立候補できる。一つの院で任期を満了した議員は、州内の他の役職への選挙を求めることも多い。

### 政党構成と選挙
下記は1996年に行われた選挙以降の議会党派区分である。
| 年             | 上院       | 下院       |
| -------------- | ---------- | ---------- |
| 1997–1998      | 18 R, 12 D | 38 R, 22 D |
| 1999–2000      | 16 R, 14 D | 40 R, 20 D |
| 2001–2002      | 15 R, 15 D | 36 R, 24 D |
| 2003–2004      | 17 R, 13 D | 39 R, 21 D |
| 2005–2006      | 19 R, 11 D | 38 R, 22 D |
| 2007–2008      | 16 R, 14 D | 33 R, 27 D |
| 2009–2010      | 18 R, 12 D | 35 R, 25 D |
| 2011–2012      | 21 R, 9 D  | 40 R, 20 D |
| 2013–2014      | 17 R, 13 D | 38 R, 22 D |
| 2015–Nov. 2015 | 17 R, 13 D | 36 R, 24 D |
| Dec. 2015–2016 | 18 R, 12 D | 36 R, 24 D |
| 2017–2018      | 17 R, 13 D | 35 R, 25 D |
| 2019–2020      | 17 R, 13 D | 31 R, 29 D |
| 2021–2022      | 16 R, 14 D | 31 R, 29 D |
| 2023–2024      | 16 R, 14 D | 31 R, 29 D |